# Cheshmeh Sheykh
Cheshmeh Sheykh (persiska: چشمه شیخ) är en ort i Iran.   Den ligger i provinsen Khuzestan, i den centrala delen av landet, 600 km söder om huvudstaden Teheran. Cheshmeh Sheykh ligger 88 meter över havet och antalet invånare är 162.
Terrängen runt Cheshmeh Sheykh är huvudsakligen platt, men åt nordost är den kuperad.Runt Cheshmeh Sheykh är det ganska tätbefolkat, med 62 invånare per kvadratkilometer. Närmaste större samhälle är Longīr-e Vosţá, 3,5 km nordost om Cheshmeh Sheykh. Trakten runt Cheshmeh Sheykh är ofruktbar med lite eller ingen växtlighet.